# Phycella cyrtanthoides
Phycella cyrtanthoides är en amaryllisväxtart som först beskrevs av John Sims, och fick sitt nu gällande namn av John Lindley. Phycella cyrtanthoides ingår i släktet Phycella och familjen amaryllisväxter. Inga underarter finns listade i Catalogue of Life.

## Bildgalleri

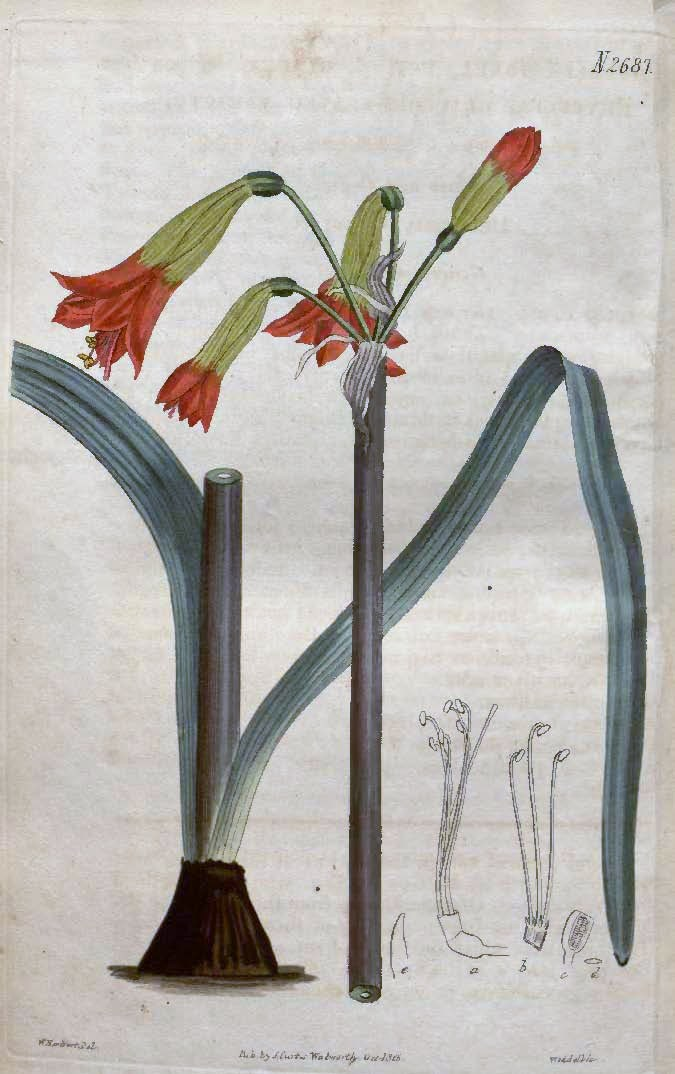
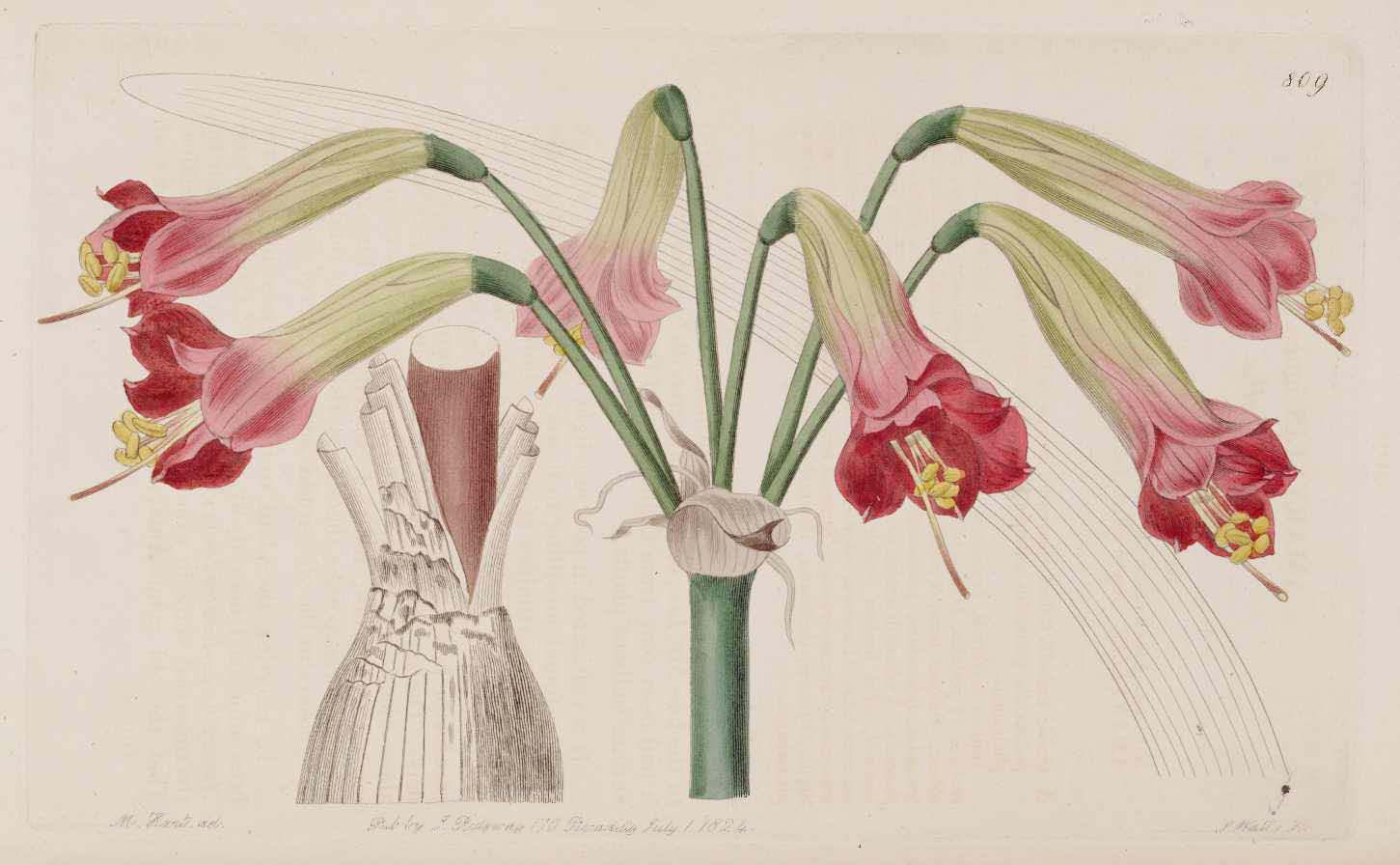
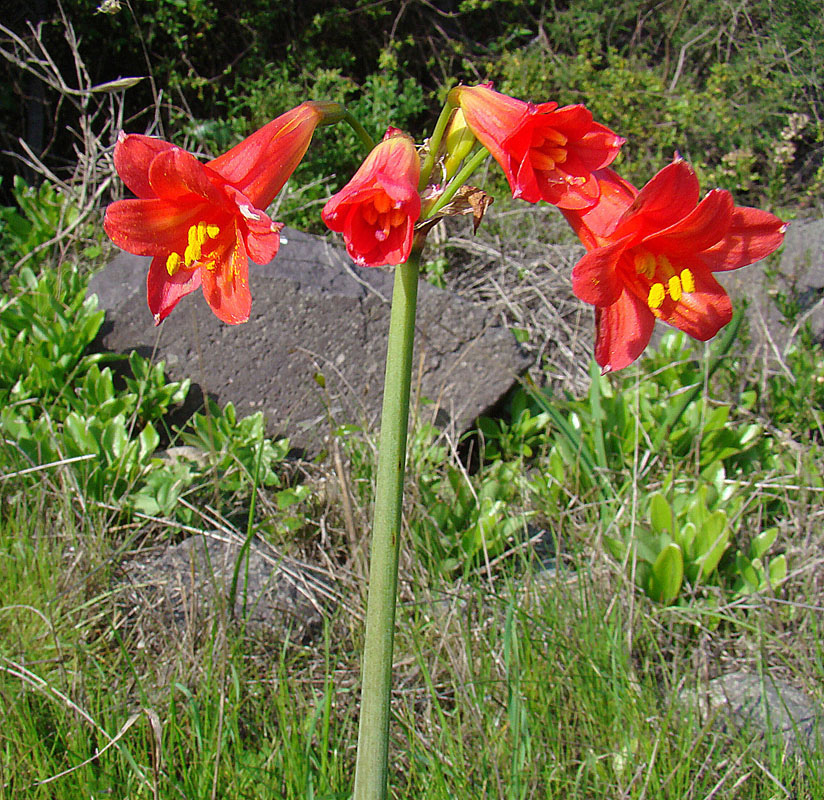